# Procopo Frans van Egmont
Procopo Frans van Egmont (Procope François d'Egmont) (Brussel, 18 september 1664 - Fraga, 15 september 1707), 11e graaf van Egmont, 7e prins van Gavere, heer van Zottegem, markies van Renty en Longueville, hertog van Gelder, Gulik en Berghes, ridder van het Gulden Vlies (sinds 13 februari 1706). 

## Biografie
Procopo Frans was de tweede zoon van Lodewijk Filips van Egmont en Maria Ferdinanda van Croÿ; zijn broer was Lodewijk Ernest van Egmont en zijn zus Maria Clara van Egmont. Hij werd Graaf van Egmont na het kinderloos overlijden van zijn oudere broer Lodewijk Ernest in 1693. Hij huwde in Parijs op 25 maart 1697 met Louise de Cosnac (1667/1668 - Parijs 14/04/1717). Volgens sommige bronnen was de naam van zijn vrouw Marie Ange de Cosnac. Het huwelijk bleef kinderloos. 
Vanaf 1704 tot zijn overlijden was hij kapitein-generaal van de ruiterij van de Spaanse koning en tevens “brigadier” van de cavalerie van de Franse koning. Op 23 februari 1706 werd hij tot ridder van het Gulden Vlies benoemd door Filips V van Spanje. Procope Frans van Egmont verliet Brussel in 1705 en liet het beheer van alle familiebezittingen over aan zijn schoonzus Maria Theresia van Arenberg. Hij overleed kinderloos aan dysenterie op 15 september 1707 in Fraga. Drie dagen voor zijn dood stelde hij een testament op ten behoeve van koning Filips V van Spanje. Het Parlement van Parijs verklaarde dit testament echter definitief ongeldig op 12 juli 1748 en de nalatenschap Egmont kwam dus in handen van zijn neef Procopo Pignatelli.  Aangezien de erfrechtelijke aanspraken binnen het geslacht Egmont geregeld werden door middel van het fideï-commis, gingen alle goederen en titels van het huis Egmont over op Procopo Pignatelli (Procope Charles), de zoon van zijn zus Maria Clara van Egmont die was getrouwd met de Napolitaanse edelman Nicola Pignatelli van het huis Pignatelli, hertog van Bisaccia . Na verloop van tijd ging hierdoor het grootste deel van het familiearchief van de ondertussen uitgestorven familie van Egmont verloren.